# PFK Krilja Szovetov Szamara
A PFK Krilja Szovetov Szamara (oroszul: Профессиональный футбольный клуб Крылья Советов Самара, magyar átírásban: Professzionalnij Futbolnij Klub Krilja Szovetov Szamara) egy orosz labdarúgócsapat Szamarában, jelenleg az orosz élvonalban szerepel.

## Története
A Krilja Szovetovot 1942-ben alapították. Első mérkőzését a szovjet kupában játszotta 1944. július 30-án. A nyolcaddöntőben 5-1-es vereséget szenvedett a Lokomotyiv Moszkva ellen. 1946. április 21-én Alma-Atában játszotta első mérkőzését a szovjet bajnokság legmagasabb osztályában, ahol 2-1-es vereséget szenvedett a Zenyit Leningrád együttese ellen.
2002. július 6-án, az Intertotó-kupa második fordulójában bemutatkozott az európai kupaporondon is. A 2005–06-os UEFA-kupa sorozat előselejtezőjében túljutott a fehérorosz BATE Bariszav gárdáján (2-0, 2-0), ezután viszont az AZ ellenében búcsúzott.

## Sikerei
Orosz bajnokság 3. helyezett: (2004)
Szovjetkupa-döntős: 2 alkalommal (1953, 1964)
Oroszkupa-döntős: (2004)

## Külső hivatkozások
- A Krilja Szovetov hivatalos honlapja Archiválva 2013. február 28-i dátummal a Wayback Machine-ben (oroszul)